# 25 f.Kr.
25 f.Kr. var ett skottår som började en tisdag i den proleptiska julianska kalendern, men i verkligheten antingen ett normalår som började en onsdag, torsdag eller fredag, eller ett skottår som började en onsdag eller torsdag i den julianska kalendern (se skottårsfelet i den julianska kalendern för mer information).

## Händelser

### Efter plats

#### Romerska riket
- Augustus och Marcus Junius Silanus blir konsuler i Rom, Augustus för nionde gången.
- Poseidontemplet på Circus Flaminius byggs.
- Rom tar över rollen som världens största stad från Kinas huvudstad Chang'an.[1]
- Aelius Gallus inleder sitt fälttåg till Arabia Felix.[2]

## Födda
- Aulus Cornelius Celsus, romersk författare till De Medicina
- Filon, grekisk-judisk filosof